# Торо (Колумбия)
Торо (исп. Toro) — город и муниципалитет на западе Колумбии, на территории департамента Валье-дель-Каука. Входит в состав Северного субрегиона.

## История
Поселение, из которого позднее вырос город, было основано 3 июня 1573 года. Муниципалитет Торо был выделен в отдельную административную единицу в 1632 году.

## Географическое положение

Муниципалитет Торо

Город расположен в северной части департамента, в гористой местности Западной Кордильеры, к западу от реки Каука, на расстоянии приблизительно 130 километров к северо-северо-востоку (NNE) от города Кали, административного центра департамента. Абсолютная высота — 992 метра над уровнем моря.
Муниципалитет Торо граничит на севере с территорией муниципалитета Ансермануэво, на северо-западе — с муниципалитетом Архелия, на юго-западе — с муниципалитетом Версальес, на юге — с муниципалитетом Ла-Уньон, на востоке — с муниципалитетом Обандо, на северо-востоке — с муниципалитетом Картаго. Площадь муниципалитета составляет 199 км².

## Население
По данным Национального административного департамента статистики Колумбии, совокупная численность населения города и муниципалитета в 2015 году составляла 16 394 человека.
Динамика численности населения муниципалитета по годам:
| 2005   | 2006   | 2007   | 2008   | 2009   | 2010   | 2011   | 2012   | 2013   | 2014   | 2015   |
| ------ | ------ | ------ | ------ | ------ | ------ | ------ | ------ | ------ | ------ | ------ |
| 15 913 | 15 948 | 15 986 | 16 026 | 16 070 | 16 117 | 16 166 | 16 219 | 16 274 | 16 332 | 16 394 |

Согласно данным переписи 2005 года мужчины составляли 50,4 % от населения Торо, женщины — соответственно 49,6 %. В расовом отношении белые и метисы составляли 99,2 % от населения города; негры, мулаты и райсальцы — 0,6 %; индейцы — 0,2 %.
Уровень грамотности среди всего населения составлял 85,6 %.

## Экономика
56,3 % от общего числа городских и муниципальных предприятий составляют предприятия торговой сферы, 36 % — предприятия сферы обслуживания, 7 % — промышленные предприятия, 0,7 % — предприятия иных отраслей экономики.

## Транспорт
К востоку от города проходит национальное шоссе № 23 (исп. Ruta Nacional 23).